# Stefan Ketola
Jauni Stefan Ketola, född 9 februari 1972 i Stockholm, är en svensk före detta professionell ishockeyspelare från Huddinge IK som även spelade i AIK som pojklagspelare och junior.
Han spelade tre säsonger i Mora IK innan han gick till Djurgårdens IF, Frölunda HC, Brynäs IF, EC Timmendorfer Strand (Tyskland), Hamburg Freezers, Manchester Storm, EHC Visp och SC Langnau.